# Sândominic (gmina)
Sândominic – gmina w Rumunii, w okręgu Harghita. Obejmuje tylko jedną miejscowość Sândominic. W 2011 roku liczyła 6110 mieszkańców.